# Zündapp Janus
La Zündapp Janus era una piccola vettura prodotta dalla Zündapp tra il 1957 e il 1959.

## Storia
La casa tedesca inizialmente produceva esclusivamente motociclette. Venne deciso di produrre un veicolo che assicurasse una maggiore protezione dalle intemperie.

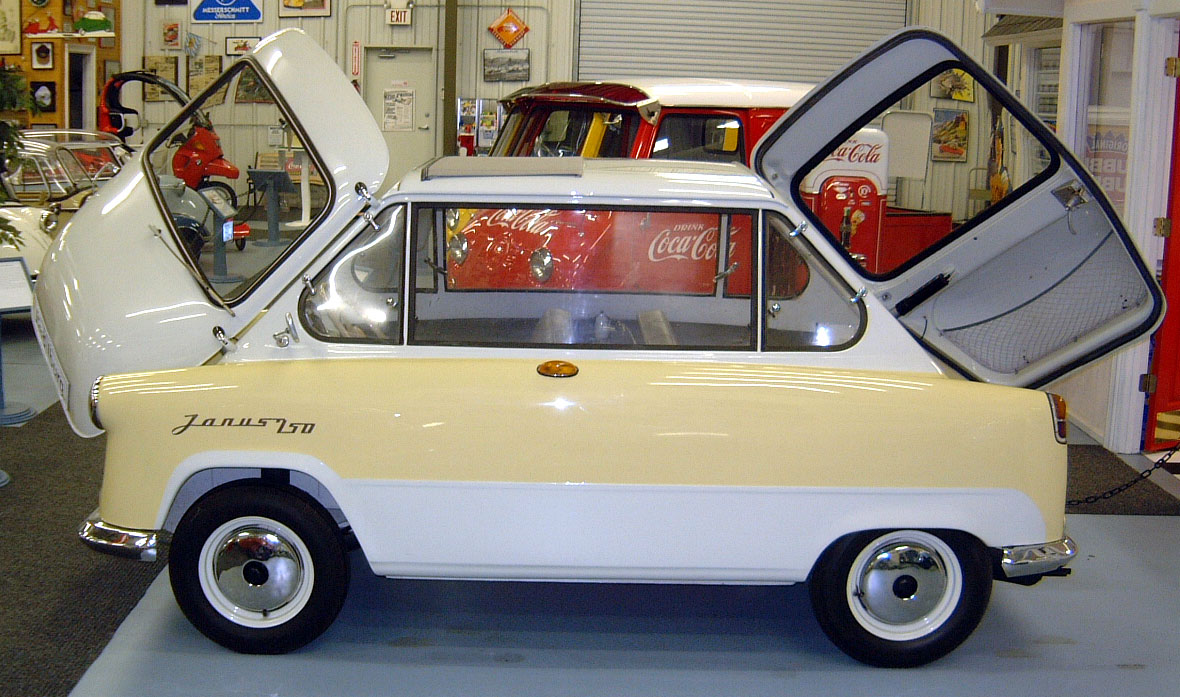
La particolare sistemazione delle portiere della Janus

Furono passati in esame diversi progetti e alla fine venne scelto quello della Dornier. Questo progetto era caratterizzato da un design molto particolare, che fu chiamato entra - esci. Era infatti caratterizzato dalla sistemazione delle portiere sulla parte anteriore e posteriore della vettura. Proprio per questa sua caratteristica gli venne dato il nome della divinità romana Janus, cioè Giano, che appunto era solitamente raffigurato con un doppio volto rivolto in entrambe le direzioni. La presentazione avvenne al salone dell'automobile di Francoforte del 1957 con inizio immediato della produzione; le vendite non furono però pari alle aspettative con 1.731 Janus prodotte nei primi sei mesi.
Nell'estate del 1958 la Zündapp decise di abbandonare il progetto e cedette lo stabilimento alla Bosch.
In totale furono prodotte 6.902 Janus.

## Caratteristiche tecniche
Sulla vetturetta era montato il motore monocilindrico due tempi di 245 cm³ dello scooter Bella, anch'esso prodotto dalla Zündapp. La potenza era di 14 hp (10,4 kW) che spingevano la Janus alla velocità massima di 80 km/h. Per le sospensioni anteriori era stato adottato lo schema a bracci oscillanti longitudinali, per le sospensioni posteriori erano stati usati bracci oscillanti trasversali.